# ストレンジ・アフェア (アルバム)
『ストレンジ・アフェア』（Strange Affair）は、イギリスのロック・バンド、ウィッシュボーン・アッシュが1991年に発表した16作目のスタジオ・アルバム。

## 背景
オリジナル・ドラマーのスティーヴ・アプトンは、前作『コズミック・ジャズ（原題：Hear to Hear）』（1989年）を最後に脱退し、本作ではレイ・ウェストン（その後は正式ドラマーとして参加）とロビー・フランスの2人がドラムスを担当した。マーティン・ターナーによれば、当初はアプトンを含む編成で本作のためにアイヴィー・レイン・ファームにおけるセッションを開始したが、アプトンは家庭の問題を抱えていたこともあって以前のような演奏ができず、最終的には自分から脱退を申し出たという。なお、本作リリースに伴うツアー終了後の1991年10月には、マーティン・ターナーもバンドを解雇された。

## 評価
アル・シンプソンは1991年4月、『メタルハマー』誌のレビューで「アルバム中には全く面白くない曲もあるが、幾つかの傑出したギター・ワークが、それを帳消しにしてくれる」と評している。また、『CDジャーナル』のミニ・レビューでは「哀愁のツイン・ギターは前作よりも冴えを魅せている。でも、やっぱ90年代の香りがチラついて辛口ファンは不満かも」と評されている。

## 収録曲
1. ストレンジ・アフェア - "Strange Affair" (Andy Powell, Andy Pyle) - 4:22
2. 欲望の翼 - "Wings of Desire" (A. Powell, Rod Lynton) - 3:52
3. レネゲイド - "Renegade" (A. Powell) - 3:55
4. ドリーム・トレイン - "Dream Train" (A. Powell) - 5:00
5. サム・カンバセーション - "Some Conversation" (Matt Irving) - 4:20
6. セイ・ユー・ウィル - "Say You Will" (Ted Turner) - 4:08
7. ローリン - "Rollin'" (T. Turner) - 3:56
8. ユー - "You" (Martin Turner) - 3:52
9. ハード・タイムス - "Hard Times" (A. Powell) - 3:03
10. スタンディング・イン・ザ・レイン - "Standing in the Rain" (T. Turner) - 5:40

## 参加ミュージシャン
- アンディ・パウエル - ボーカル、ギター、バッキング・ボーカル
- テッド・ターナー - ボーカル、ギター、スティール・ギター、ドラム・プログラミング、バッキング・ボーカル
- マーティン・ターナー - リード・ボーカル(on #2)、ベース、キーボード、ギター、ドラム・プログラミング、バッキング・ボーカル

アディショナル・ミュージシャン
- レイ・ウェストン - ドラムス(on #1, #2, #5, #6, #8, #10)、パーカッション(on #6)
- ロビー・フランス - ドラムス(on #3, #4, #9)
- ニック・ペンテロウ - バリトン・サクソフォーン(on #1)
- リーゼ・ポーター - バッキング・ボーカル(on #3)
- ロッド・リントン - キーボード(on #5)